# Avenue Mac-Mahon
L’avenue Mac-Mahon est une rue du 17e arrondissement de Paris.

## Situation et accès
L’avenue Mac-Mahon est une voie du 17e arrondissement de Paris ; elle débute à la place Charles-de-Gaulle (plus communément place de l'Étoile) et finit à l'avenue des Ternes.
Sa longueur est de 402 mètres, et sa largeur de 36 mètres. La circulation s'effectue sur deux voies dans la direction de la place de l’Étoile tandis que dans le sens contraire, la circulation est réservée aux bus, aux taxis et aux vélos.

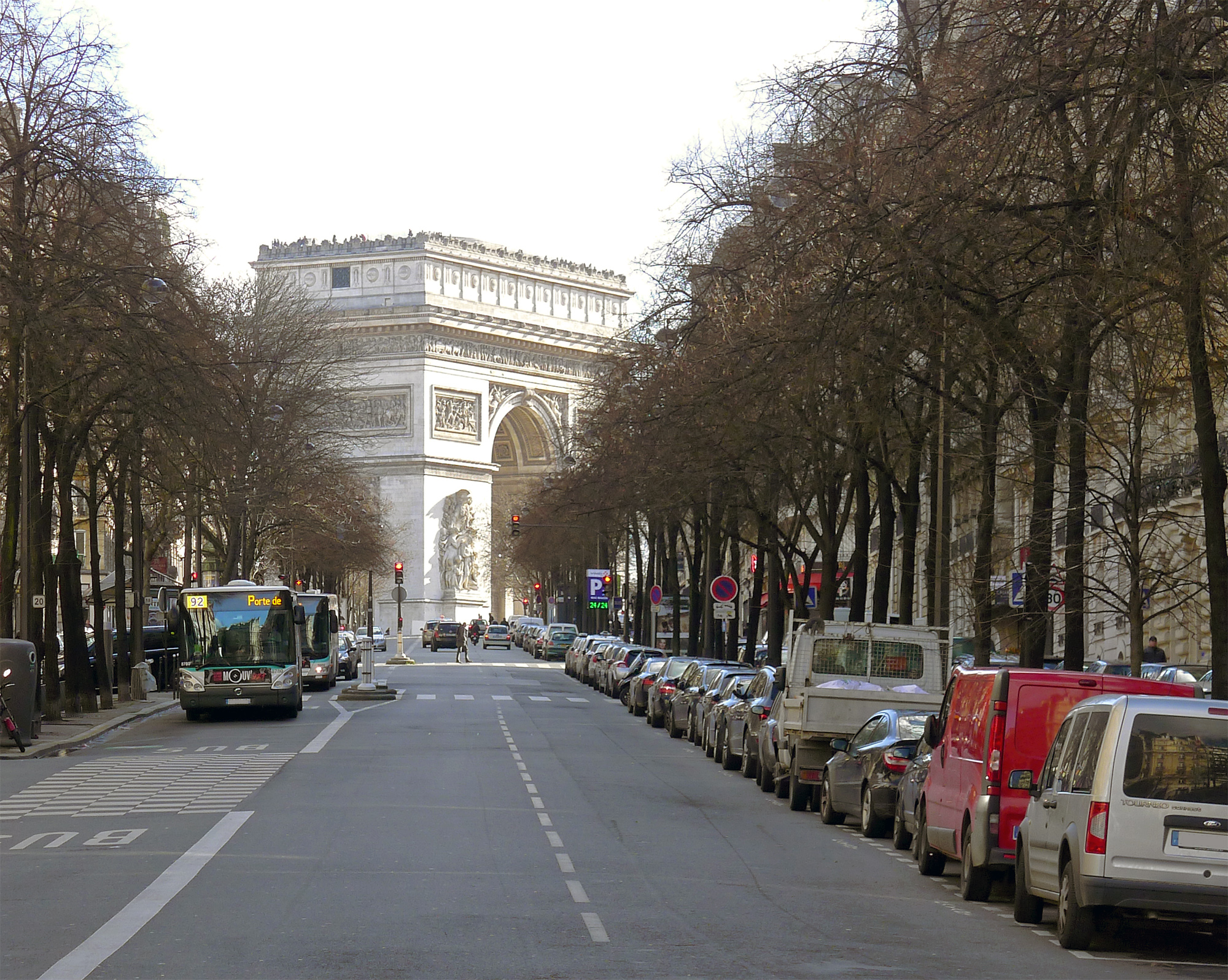
L'avenue, vue en direction de l'Arc de Triomphe.

Le quartier est desservi par la ligne 2 à la station Ternes.

## Origine du nom

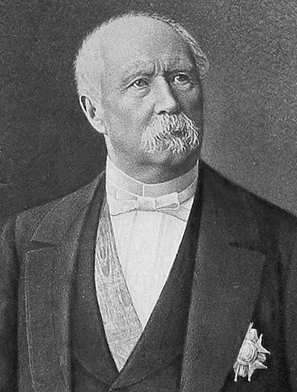
Le maréchal Mac Mahon.

Cette voie porte le nom du comte Patrice de Mac Mahon (1808-1893), 1er duc de Magenta, maréchal du Second Empire et le 3e président de la République française, fonction qu'il a exercée de 1873 à 1879. La rue a donc été baptisée de son vivant, alors qu’il occupait la fonction de président de la République.
La famille Mac Mahon est d'origine irlandaise, réfugiée en France avec Jacques II Stuart, lors de la Glorieuse Révolution de 1689.
Patrice de Mac Mahon se distingue particulièrement lors de la campagne d'Italie de 1859. Moitié par chance, moitié par audace et par flair, il pousse ses troupes en avant sans avoir reçu d'ordres à un moment critique lors de la bataille de Magenta, ce qui assure la victoire française. Pour ses brillants services, il reçoit de Napoléon III le bâton de maréchal, et est titré duc de Magenta.

## Historique

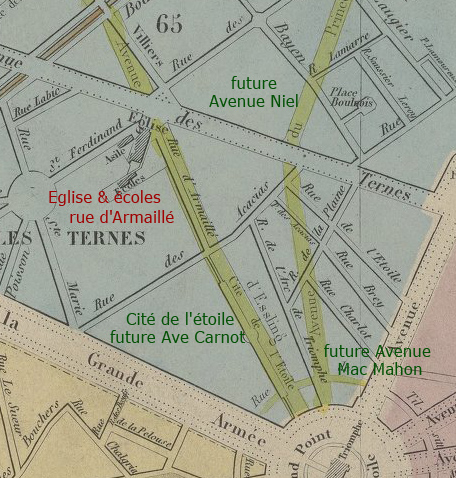
Projet de l'avenue du Prince-Jérôme sur le plan Goujon de 1866.

Cette voie est créée sous le nom d'« avenue du Prince-Jérôme », en référence au plus jeune frère de Napoléon Ier ; l'avenue est rebaptisée « avenue Mac-Mahon » en 1875.
Cette avenue fut ouverte en 2 phases : 
1. en 1854, par la construction de maisons symétriques à partir de la rue de Tilsitt, aux abords de la place Charles de Gaulle) ;
2. en  1867, entre la rue de Tilsitt et l'avenue des Ternes, englobant une partie de la rue de l’Arc-de-Triomphe puis, dans son prolongement, ce qui deviendra notre actuelle avenue Niel[4].

## Bâtiments remarquables et lieux de mémoire

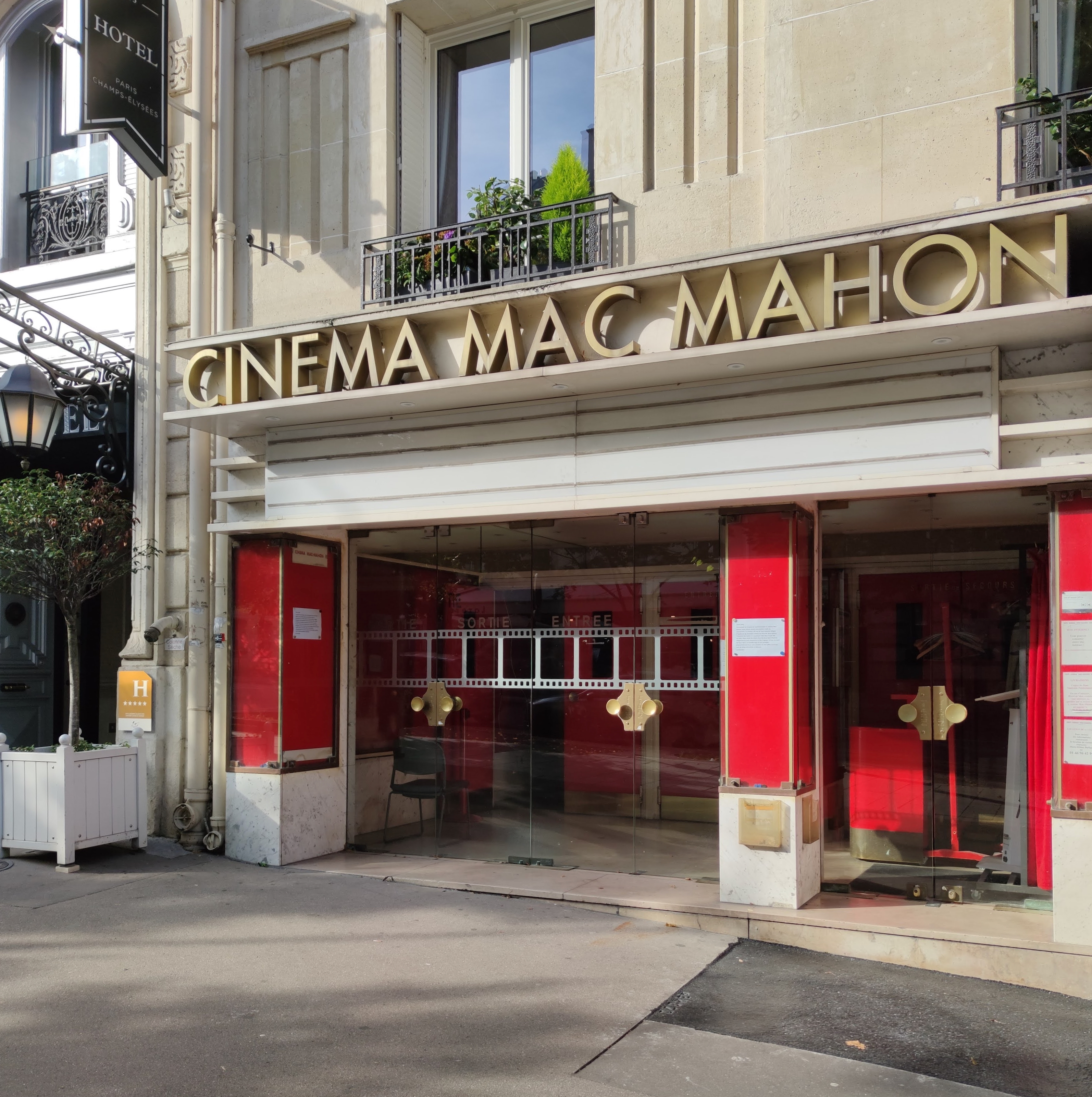
No 5 : le cinéma Mac Mahon.

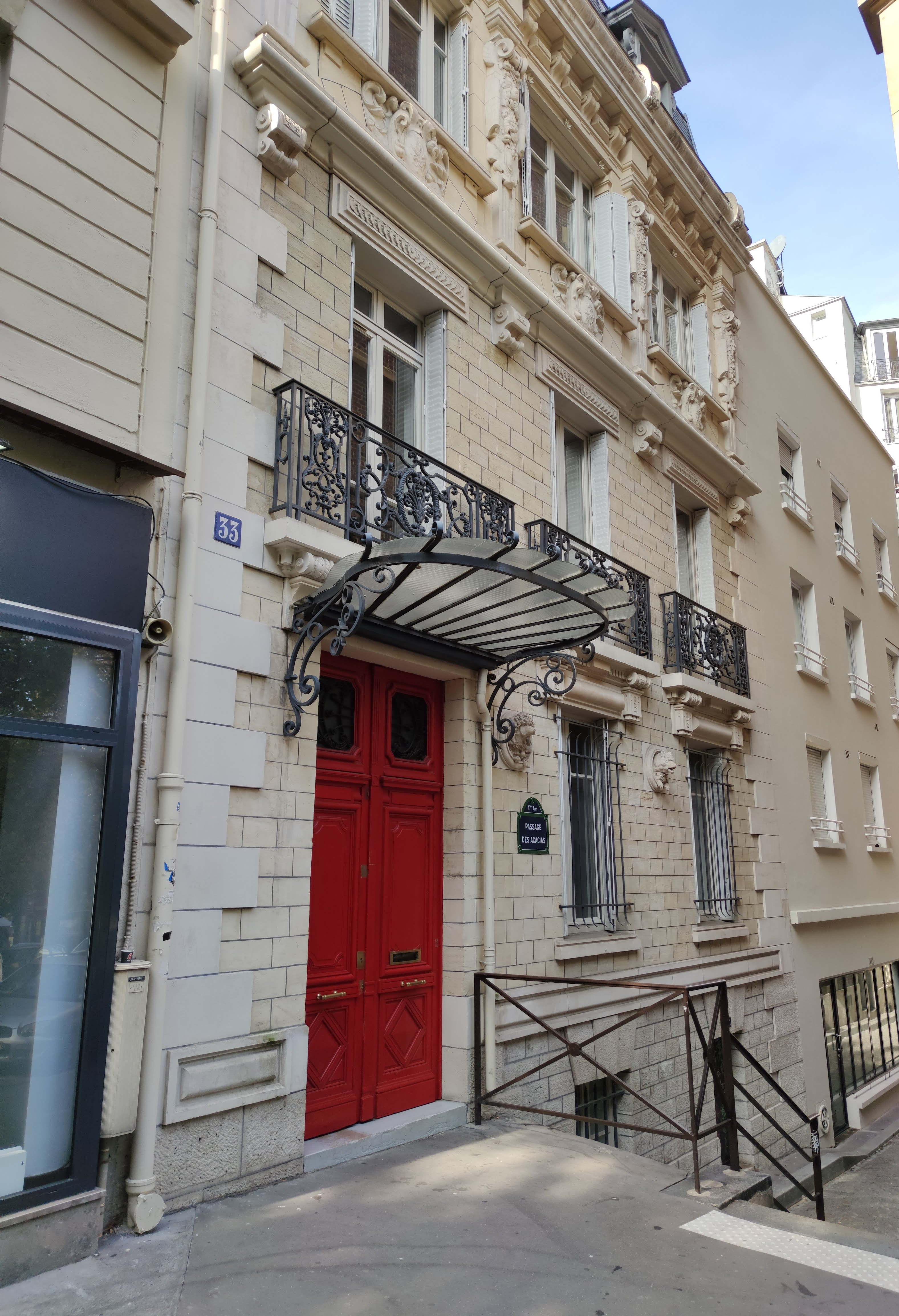
No 33 : à l'angle du passage des Acacias.

- No 5 : cinéma Mac Mahon[5]. Ouvert en 1938, ce cinéma est toujours l'un des hauts lieux de la cinéphilie parisienne. Il programme des grands films du répertoire et organise, en semaine, des avant-premières, des rencontres et des débats.
- No 6 bis : Emanuel Ungaro ouvre sa propre maison de couture en 1965, avec l'aide de Sonja Knapp, une artiste suisse et quatre ouvrières dans un local de 40 m2. Il présente la première collection de prêt-à-porter intitulée « Parallèle » en 1968.
- No 12 bis : c'est au coin de la rue Troyon qu'à l'automne 1935, Édith Piaf, la petite « chanteuse du bitume » est découverte par Louis Leplée, gérant du luxueux cabaret à la mode, Le Gerny's, et que sa vie bascule pour devenir la chanteuse connue dans le monde entier.
- No 13 : le poète Jean Rameau (1858-1942), auteur d’églogues et de chansons, barde qu’applaudissaient les clients du cabaret Le Chat noir, y a habité[6], de même que le peintre Léonard Sarluis (1874-1949).
- No 17 : 
  - au coin de la rue du Général-Lanrezac, un immeuble d'architecture Art déco datant de 1930 a été réalisé pour le compte de la Société l’Immobilière nouvelle de l’avenue Rapp. Cet ouvrage a été réalisé à l'occasion d'une surélévation de 5 étages d’habitations autorisée sur la parcelle[7].
  - Paul Azaïs (1902-1974), acteur, y habite en 1943 lors de son second mariage[8]
- No 19 : immeuble construit en 1896 par l'architecte Jacques Hermant, comme le signale une inscription en façade, habité par le marquis de Dion, l'un des pionniers de l'automobile.
- No 18 : au croisement avec la rue Brey, en haut des marches de la rue de Montenotte se trouve une petite place d'allure provinciale[C'est-à-dire ?].
- No 18 bis : chalet, à 100 m de l'Étoile. Le Bat Petite Enfance[9] est une crèche qui fut construite en 1897 par l'architecte F. Constant Bernard et dont l'aspect extérieur n'a pas changé[10]. Le zouave Jacob y aurait exercé ses talents de guérisseur par imposition. Un grand bagou permit à ce charlatan d’obtenir une clientèle solide[11].
- No 22 bis : le 8 octobre 1943, Cesare Luccarini, membre FTP-MOI de l'Affiche Rouge, lance une grenade dans un restaurant fréquenté par l'occupant, mais elle n'explose pas[12].
- No 29 : immeuble[13] à bossages et aux fenêtres plein cintre, de style néo-mauresque[14], que fait construire le docteur Francisco Henríquez de Zubiría[15] par l'architecte Georges Massa[16] en 1902, d'abord haut de deux étages, puis surélevé de trois étages en 1903. Cet immeuble a fait l’objet d’une publication dans la revue d’architecture Monographies de bâtiments modernes[17]. En 1906 y est inauguré le siège de l’Association artistique, littéraire et sportive, le Modern-Club, ayant « pour but d’aider au développement des arts en général et, en particulier, de faciliter les débuts des jeunes auteurs et des artistes »[18]. Mais, en 1907, la brigade des jeux opère une descente dans les locaux du club : 50 personnes, hommes et femmes, entourent une table de jeu. 3400 francs d’enjeux et 4000 francs de jetons sont saisis[19]. Le président du Modern-Club est renvoyé devant le tribunal correctionnel sous l’inculpation de « tenue de jeu de hasard ». Six employés du club sont également poursuivis[20]. En 1913, c’est un hôtel, le Mac Mahon Palace Hôtel, qui occupe les lieux. Cette année-là, l’hôtel propose un réveillon avec « des attractions de premier ordre, tango, orchestre argentin », pour 500 couverts [21]. En 1920, un thé dansant y est organisé tous les jours et, le mardi et le vendredi, une soirée de gala (« tenue de soirée de rigueur ») ; le directeur est un maître de ballet de l’Opéra[22]. En 1935, l’hôtel a changé de nom : il s’appelle désormais l’hôtel Ermitage-Mac-Mahon[23]. En 1936, une rixe y survient entre garçons de café, entraînant la mort de l’un d’eux[24]. Depuis 2019, l’ancien hôtel est un office notarial d’une surface de près de 3000 m2, comportant sept niveaux et disposant d’une terrasse intérieure et d’un atrium arboré[25].

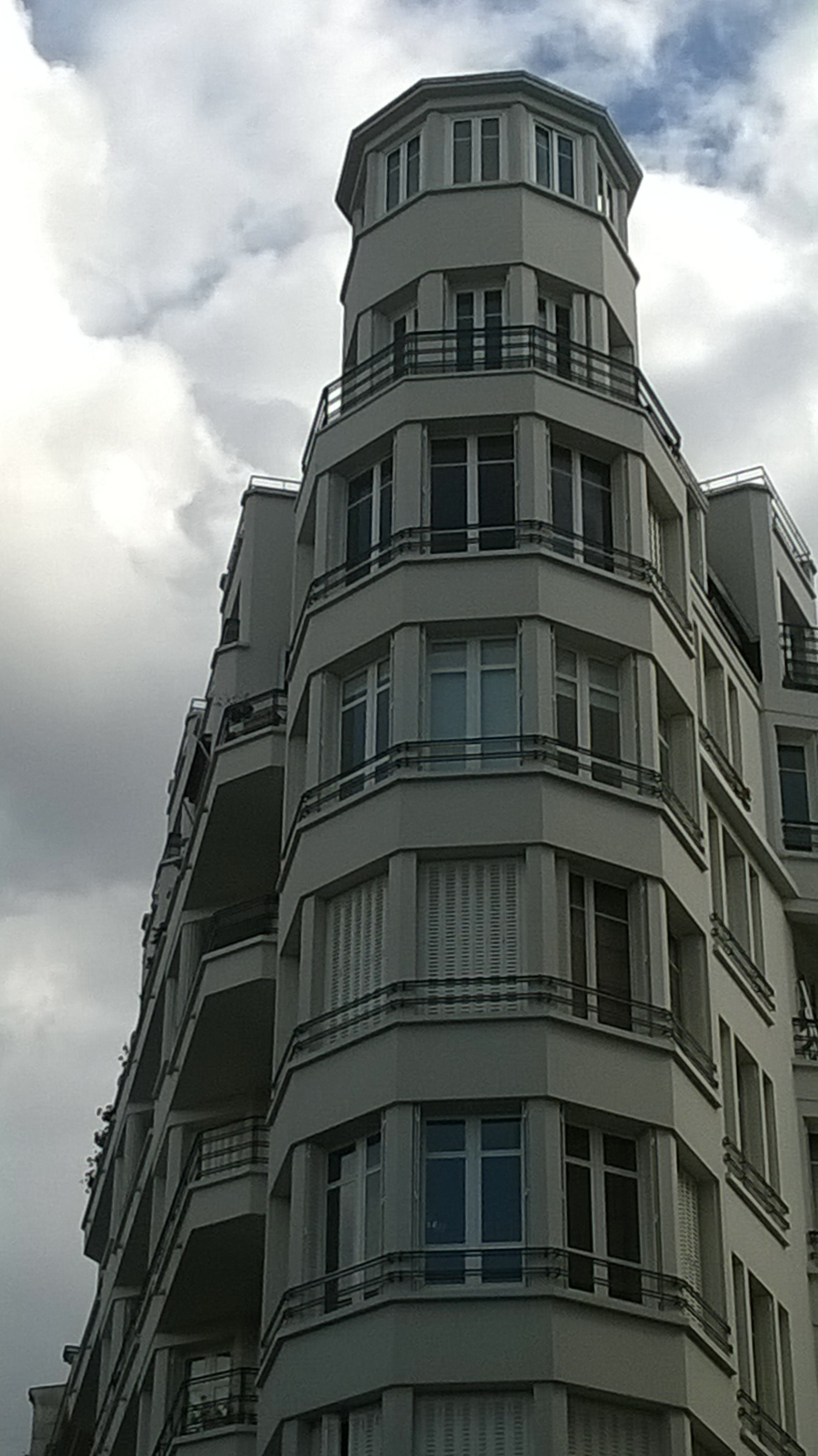
No 17 : immeuble de 1930.
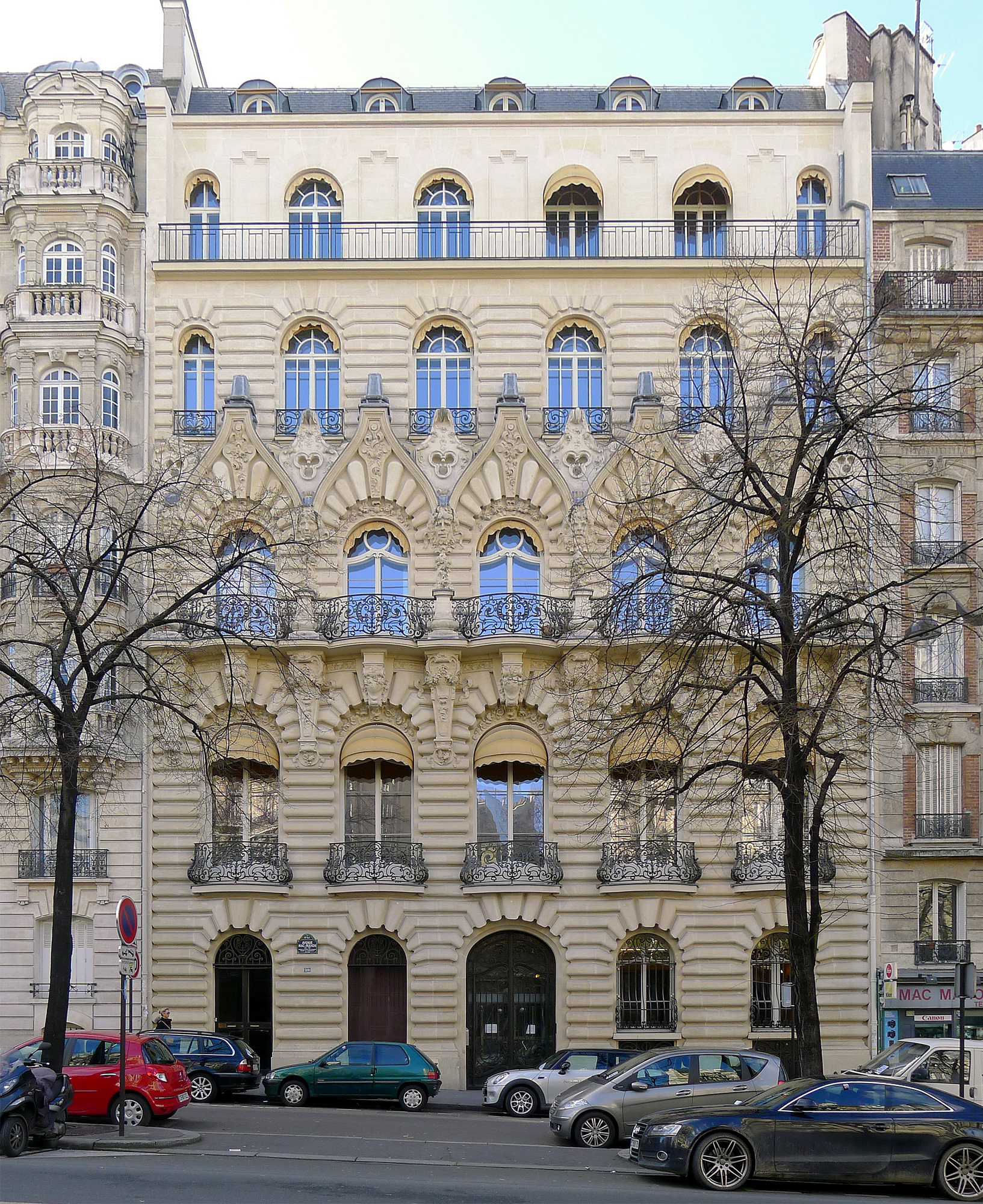
No 29 : construit par Georges Massa (1902).
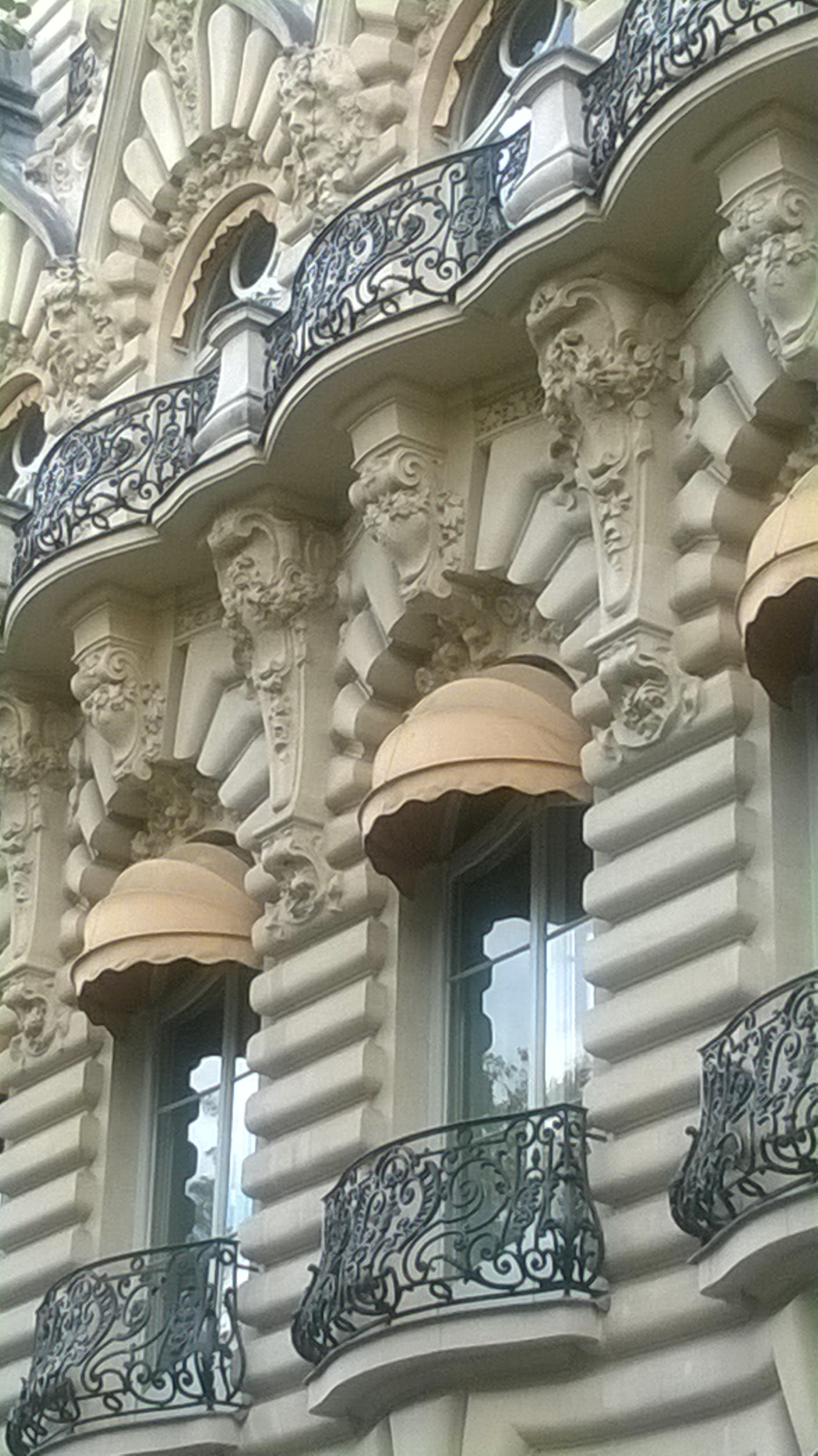
Détail de la façade du no 29.

- No 33 : ancien hôtel particulier au coin du passage des Acacias, avec marquise et têtes de caniche et de bouledogue en saillie. Au début des années 1900 se trouve à cette adresse un bureau de quartier du Comptoir national d’escompte de Paris[26]. En 1913, l’hôtel, d’une superficie de 115 m2 environ, est mis en vente au Palais avec une mise à prix de 100 000 francs[27].

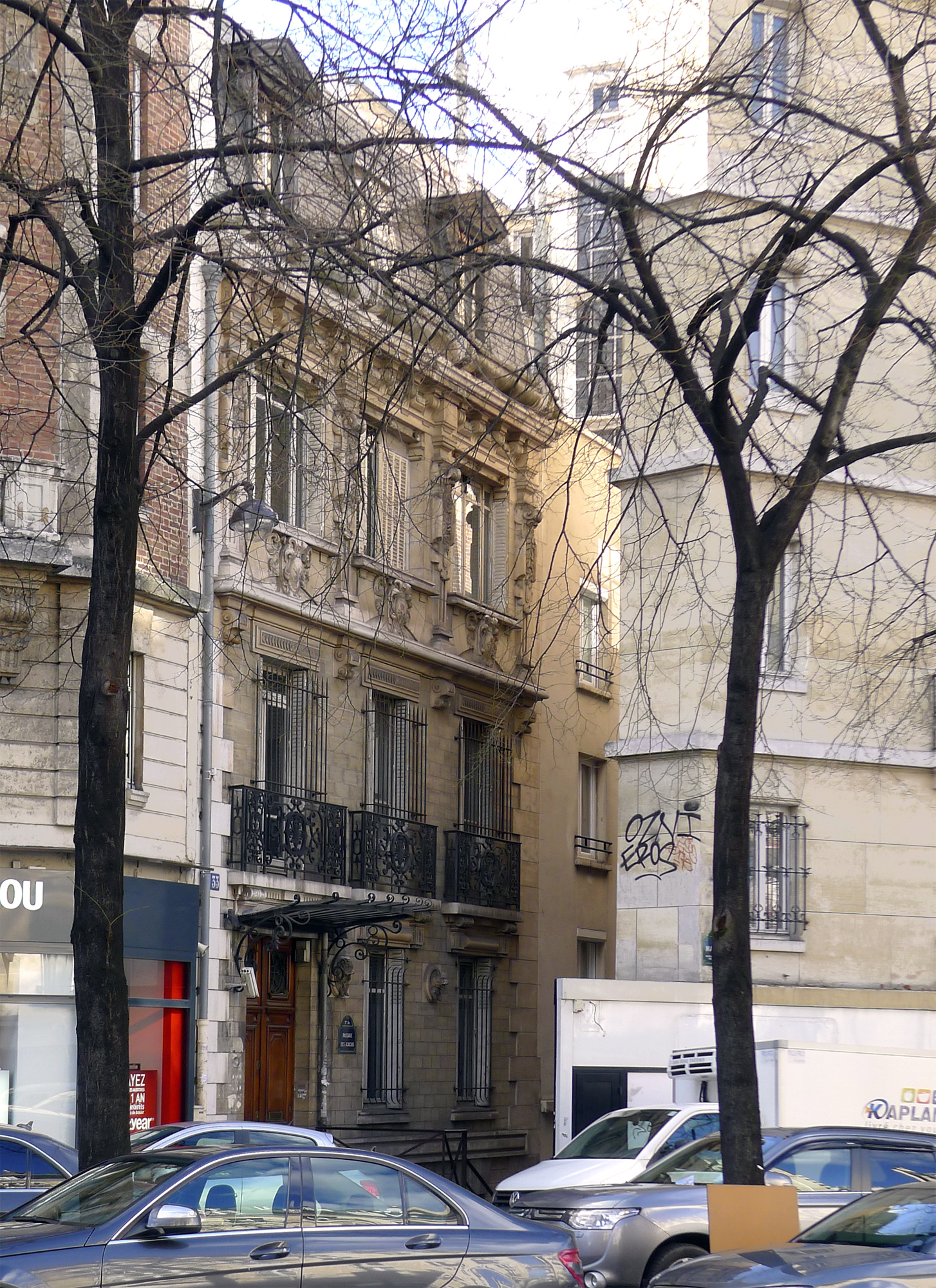
Passage des Acacias vu depuis l'avenue.
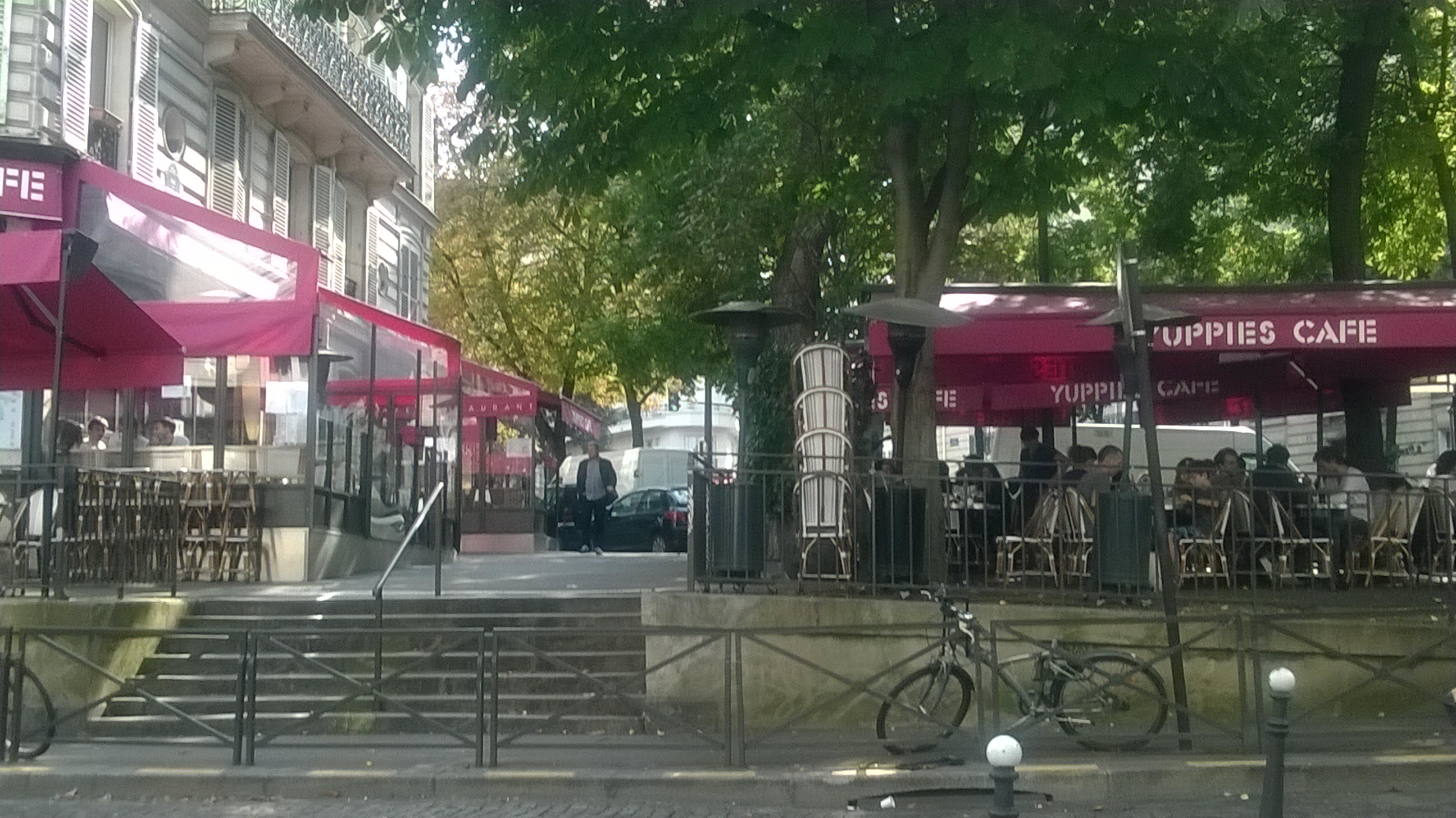
Placette au coin de la rue Brey.
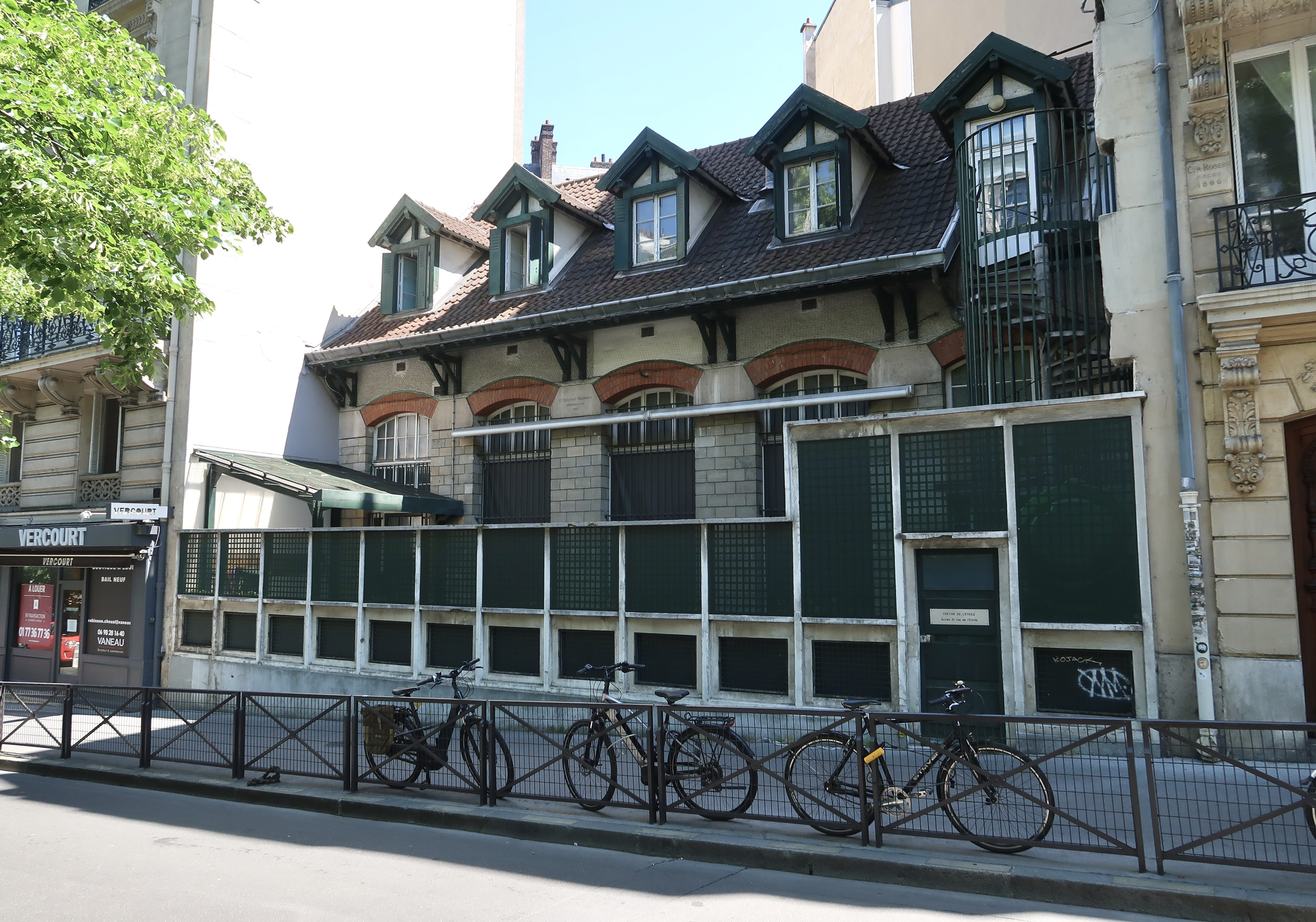
Le chalet-crèche.